# Südostasienspiele 2007
Die Südostasienspiele 2007, englisch als Southeast Asian Games (SEA Games) bezeichnet, fanden vom 6. bis 15. Dezember 2007 in Nakhon Ratchasima statt. Es war die 24. Auflage der Spiele. Es nahmen 5282 Athleten und Offizielle aus 11 Ländern in 43 Sportarten an den Spielen teil.

## Medaillenspiegel
| Platz  | Land        | Gold | Silber | Bronze | Gesamt |
| ------ | ----------- | ---- | ------ | ------ | ------ |
| 1      | Thailand    | 182  | 123    | 101    | 406    |
| 2      | Malaysia    | 68   | 52     | 96     | 216    |
| 3      | Vietnam     | 64   | 58     | 82     | 204    |
| 4      | Indonesien  | 56   | 64     | 82     | 202    |
| 5      | Singapur    | 43   | 43     | 41     | 127    |
| 6      | Philippinen | 41   | 91     | 96     | 228    |
| 7      | Myanmar     | 14   | 26     | 48     | 88     |
| 8      | Laos        | 5    | 7      | 32     | 44     |
| 9      | Kambodscha  | 2    | 5      | 11     | 18     |
| 10     | Brunei      | 1    | 1      | 4      | 6      |
| 11     | Osttimor    | 0    | 0      | 0      | 0      |
| Gesamt | Gesamt      | 476  | 470    | 593    | 1539   |

## Sportarten
- Badminton
- Baseball
- Basketball
- Billard
- Bodybuilding
- Bogenschießen
- Bowling
- Bowls
- Boxen
- Drachenboot
- Fechten
- Fußball
- Gewichtheben
- Golf
- Handball
- Hockey
- Judo
- Kanu
- Karate
- Leichtathletik
- Muay Thai
- Pencak Silat
- Pétanque
- Polo
- Radsport
- Reiten
- Ringen
- Rudern
- Rugby
- Segeln
- Sepak Takraw
- Schießen
- Schwimmsport
- Softball
- Squash
- Tanzsport
- Taekwondo
- Tennis
- Tischtennis
- Triathlon
- Turnen
- Volleyball
- Wushu